# Hegyek között
A Hegyek között (eredeti cím: The Mountain Between Us) 2017-ben bemutatott amerikai romantikus túlélős-kalandfilm, amelyet Chris Weitz és J. Goodles Mills forgatókönyvéből Hany Abu-Assad rendezett, Charles Martin azonos című regénye alapján. A főszerepet Idris Elba és Kate Winslet alakítja.
A filmet 2017. szeptember 9-én mutatták be a 2017-es Torontói Nemzetközi Filmfesztiválon, az Amerikai Egyesült Államokban pedig 2017. október 6-án jelent meg a 20th Century Fox forgalmazásában. Magyarországon nem került bemutatásra, kizárólag DVD-n és Blu-rayen adták ki 2018. január 19-én. 2020-tól a kábeltévécsatornákon is láthatóvá vált.
A film kritikai szempontból vegyes véleményeket kapott a kritikusoktól. A Metacritic oldalán a film értékelése 47% a 100-ból, ami 34 véleményen alapul. A Rotten Tomatoeson a Hegyek között 45%-os minősítést kapott 108 értékelés alapján.
A film forgatása 2016. december 5-én kezdődött Vancouverben, és 2017. február 24-én fejeződött be.

## Rövid történet
Egy sebész és egy fotóriporter túlél egy repülőgép-szerencsétlenséget egy kutyával, a magas Uintas Wilderness közelében. A súlyosan megsérült páros mindent megtesz annak érdekében, hogy életben maradhasson a vérfagyasztó, mogorva időjárási viszonyok között.

## Cselekmény
|  | Alább a cselekmény részletei következnek! |

Miután a viharos időjárás miatt lemondták a járatokat a Boise repülőtéren, Dr. Ben Bass idegsebész (Idris Elba) és Alex Martin (Kate Winslet) fotóriporter kapcsolatba lép Walterrel (Beau Bridges), az egyik helyi magánpilótával, hogy Alex időben eljusson az esküvőjére (ami a következő napon lesz), Ben pedig egy műtéti időpontra, Baltimoreba. Felszállnak egy ismeretlen, feltérképezetlen járatra Walterrel, és annak kutyájával (Labrador retriever). Röviddel a felszállás után, Walter szélütést szenved, emiatt a repülőgép lezuhan a hóval borított hegyek között. Ben, Alex és a kutya túlélik a katasztrófát különféle sérülésekkel, Walter azonban meghal.
Ben eltemeti a hó alá Waltert, Alex sebeit pedig lekezeli, majd felismeri, hogy távol a civilizációtól kell túlélniük. Alex arra kéri Bent, hogy hagyja őt a háta mögött, mivel nagyobb esélye van a túlélésre, de Ben elutasítja. Ehelyett elballag a hegy egyik csúcsára, hogy felmérje, van-e valamilyen infrastruktúra a közelben. Visszafelé menet a férfi majdnem lecsúszik a szakadékba egy sziklafalról. Közben egy puma közelíti meg a repülőgép roncsait, majd megtámadja, és megsebesíti a kutyát. A ragadozó ezután Alexet is megtámadja, de ő egy jelzőpisztollyal megsebesíti. Amikor Ben mire vérnyomokat talál a hóban, és berohan a roncsba. Ben az orvosi tapasztalatai szerint összevarrja a kutya sebeit, majd később észreveszi a pumát meghalva a hóban, amelyet megsütnek, és elfogyasztanak.
A napokig tartó táplálék egyre jobban csökken, így Alex és Ben már csak egymást erősíthetik. Alex szkeptikussá válik, amikor segítséget akar találni, bár Ben továbbra is ragaszkodik ahhoz, hogy a roncsban maradjanak. Az összeveszésük után mindketten lefeküdnek aludni, majd Alex azt a döntést hozza, hogy útnak indul. Reggel elhagyja a roncsot a kutyával, és az egyik hegyoldal felé indul. Ben, ahogy felébred, utánaered, és végül felzárkózik hozzá; a korábbi sérelmeket maguk mögött hagyják. Együttes erővel tovább haladnak, és végül egy barlangban találnak menedéket, ám Alex a kameráját használva észreveszi, hogy valami fénylik az erdőn túl a távolban, valószínűleg egy építmény. Mindketten egyetértenek abban, hogy másnap megnézik. Ahogy elkezdik folytatni a menetet, egyszer csak elszalad tőlük a kutya. Ben utána megy, és rátalál vele együtt egy elhagyatott kunyhóra. Amíg átvizsgálja, Alex úgy érzi, mintha az alatta lévő talaj elkezdene süllyedni, repedni. Rájön, hogy elvékonyodott jégen áll, ami végül be is szakad alatta, és a jéghideg vízbe pottyan. Ben hallotta Alex hangját, és siet hogy megmentse. Odarohan, és kihúzza a vízből, de a nő eszméletlen, és már majdnem kék. Ben beviszi őt a kunyhóba, és tűzet rak a kályhába, hogy felmelegítse. Fennáll annak is a kockázata, hogy nem éli túl a helyzetet, ezért bead neki egy rögtönzött injekciót, amelyet a kunyhóban lévő anyagokból készített leleményes módon. Néhány nappal később, Alex végül felébred a kómából, Ben zongorázásának hallatára.
Ben amikor kimegy tűzifát vágni a ház körül, Alex egyedül marad a kunyhóban, és elkezd a férfi személyes holmijai között keresgélni, majd végül megtalálja a felesége hangposta-felvételét. Ben bejön a házba, és idegesen kikapja a kezéből. Alex elmondja, hogy nem akarta ezt csinálni, csak többet szeretett volna tudni róla, különösen azért, mert olyan keveset mondott magáról, és soha nem beszélt a feleségéről. Végül elmondja neki, hogy a felesége két évvel ezelőtt meghalt egy agydaganatban.
Ahogy Ben elmondta Alexnek a tudnivalókat, elkezdi felvenni a kabátját, hogy több tűzifát hozzon be, ám a testi vonzalom úrrá lesz rajtuk. Már nem képesek ellenállni egymásnak, ezért elkezdenek szexelni. Amíg Ben alszik az ágyon, Alex halkan képet készít róla. Úgy véli, hogy még mindig nem képesek túlélni ezt az egészet, ezért ismét arra kéri Bent, hogy hagyja őt magára, találjon segítséget, és térjen vissza. Ben először egyetért vele, de aztán megsajnálja, hogy ott hagyta őt egy pillanatra magára. Visszatér a kunyhóba, és újra elindulnak együtt a havas tájon. Elindulva, Alex nehezen bír tovább menni, és hamar összeesik a fájó lába miatt. Ben azonban még mindig nem hajlandó elhagyni őt. Rögtönzött hordágyon húzza tovább a hóban, és végül az erdőben alszanak. Hamarosan nem túl messze tőlük, az elgyengült Ben észrevesz egy fatelepet a hegy alján, és elindulnak arrafelé. A kutya ismét elszökik tőlük. Ben, ahogy próbálja megtalálni, belelép egy medvecsapdába. Alexet tovább küldi, és egy tehergépkocsi-vezető megmenti a nőt, akivel visszamegy Benért.
Ben felébred a kórházban, és átmegy Alex szobájába, ahol meglátja Alex vőlegényét, Mark Robertsont (Dermot Mulroney). Mark megdicséri Bent, hogy megmentette Alexet, amire Ben azt válaszolja, hogy ő mentette meg, és elhagyja a szobát összetört szívvel. Egy kis idő múlva, Mark elmondja Alexnek: „Mindig azt mondtam magamnak, hogy ha valaha elveszítenéd valamely testrészedet (legyen az kar vagy láb a fotóriporterek veszélyes munkájában), akkor is szeretni foglak.” Nyilvánvalóan látszik, hogy a szívét már elvesztette.
Alex megpróbálja Bent felhívni, de ő folyton elutasítja a telefonhívásait, amíg Alex végül küld néhány képet neki a hegyekből. Ez bátorítja Bent, hogy felhívja Alexet. Találkoznak egy Manhattani étteremben, ahol kiderül, hogy Alex mostanra egy részmunkaidős tanár, aki kényelmetlenül repül, valamint Ben tanácsadóként dolgozik a sürgősségi osztályon, mivel megfagyott kezei nem gyógyultak meg eléggé ahhoz, hogy használni tudja őket műtőorvosként. Ben elismeri, hogy nem hívta vissza, mivel úgy gondolta, hogy férjhez ment már. Alex elmondja, hogy nem tudta megtenni, mivel szerelmes lett belé, miközben a hegyen voltak együtt. Kijőve az étteremből a nő azt mondja, amit Ben mondott a hegyen, hogy „a szív csak egy húscafat”, így Alex és Ben elköszönnek egymástól. Ben fél beismerni magának, hogy vissza akarja őt kapni, így egy ölelés után elbúcsúznak egymástól. Ahogyan a két fél ellenkező irányba indul meg, mélyen sajnálkozni kezdenek könnyeket ejtve, és végül visszafordulnak egymás karjaiba.
|  | Itt a vége a cselekmény részletezésének! |

## Szereplők
| Szerep                                                                  | Színész           | Magyar hang    |
| ----------------------------------------------------------------------- | ----------------- | -------------- |
| Dr. Ben Bass, sebész                                                    | Idris Elba        | Galambos Péter |
| Alex Martin, fotóriporter                                               | Kate Winslet      | Major Melinda  |
| Mark Robertson, Alex vőlegénye                                          | Dermot Mulroney   | Jakab Csaba    |
| Walter, magánrepülőgép-pilóta                                           | Beau Bridges      | Bácskai János  |
| Walter kutyája, amelyet Ben örökbe fogad                                | Raleigh és Austin | –              |
| További magyar hangok: Tarján Péter, Kocsis Mariann, Bogdányi Titanilla |                   |                |